# Línia de transmissió
 Aquest article es refereix a la línia de transmissió de comunicacions. Per a informació sobre línies de transmissió utilitzades en les xarxes de transmissió i distribució elèctrica, vegeu Transmissió d'energia elèctrica. 

Fig.1 Animació d'una línia de transmissió : tensió i corrent

Una  línia de transmissió  és una estructura material utilitzada per dirigir la transmissió d'energia en forma d'ones electromagnètiques, comprenent el tot o una part de la distància entre dos llocs que es comuniquen.
D'ara endavant utilitzarem la denominació de  línies de transmissió  exclusivament per a aquells mitjans de transmissió amb suport físic, susceptibles de guiar ones electromagnètiques en mode TEM (mode transversal electromagnètic). Una manera TEM es caracteritza pel fet que tant el camp elèctric, com el camp magnètic que formen l'ona són perpendiculars a la direcció en què es propaga l'energia; sense existir, per tant component dels camps en la direcció axial (direcció en què es propaga l'energia).
Perquè hi hagi propagació energètica en mode TEM, cal que hi hagi almenys dos conductors elèctrics i un medi dielèctric entre ambdós (que pot fins i tot ser aire o buit). Exemples de línies de transmissió són la línia bifilar, el cable coaxial, i línies planars com ara la stripline, la microstrip…
Quan el mode de propagació és TEM, es poden definir, sense ambigüitat, tensions i corrents, i l'anàlisi electromagnètic de l'estructura (estudi de camps) no es fa imprescindible, i és possible una representació circuital amb paràmetres distribuïts, tal com aquí es tracta amb posterioritat.
Així podem dir que el model circuital equivalent d'un tram de línia de transmissió ideal de longitud infinitesimal dz està compost per una bobina sèrie que representa l'autoinducció L de la línia de transmissió per unitat de longitud (mesura en H/m), i un condensador en paral·lel per a modelar la capacitat per unitat de longitud C de dimensions F/m
Quan la línia de transmissió introdueix pèrdues, deixa de tenir un caràcter ideal i és necessari ampliar l'equivalent circuital anterior afegint dos nous elements: una resistència sèrie R, que caracteritza les pèrdues òhmica per unitat de longitud generades per la conductivitat finita dels conductors, i que es mesura en Ω/m, i una conductància en paral·lel G, amb dimensions de S/m (o Ω-1m-1), per a representar les pèrdues que es produeixen en el material dielèctric per una conductivitat equivalent no nul, la qual que dona lloc al circuit equivalent de la figura següent:
Les equacions que regeixen V (z) i I (z) amb dependència harmònica amb el temps en una línia de transmissió són les següents:

## Ressenya històrica
L'anàlisi matemàtica del comportament de la transmissió d'ones electromagnètiques es va realitzar gràcies als treballs de James Clerk Maxwell, Lord Kelvin i, principalment, Oliver Heaviside.
En 1855, Lord Kelvin va formular un model de difusió per al corrent en un cable submarí. Aquest model va predir correctament el pobre desenvolupament que tindria el cable submarí transatlàntic de 1858. El 1885, Heaviside va publicar els primers documents sobre l'estudi de la línia de transmissió, en els quals descrivia la seva anàlisi de propagació en cables i la forma actual de les equacions del telègraf.

## Modelatge a quadripol
Per propòsits d'anàlisi, una línia de transmissió es pot representar amb un quadripol (també anomenat xarxa biport) així:
En el cas més simple d'estudi, assumirem que la xarxa és lineal (és a dir, la resposta a una combinació lineal de diverses excitacions, és una combinació lineal de les respostes que tindria la xarxa per a cadascuna de les excitacions per separat, o dit d'una altra manera és aplicable el principi de superposició). A més la xarxa és recíproca i simètrica (és a dir, tots dos ports són intercanviables).
Si la línia de transmissió és uniforme en tota la seva longitud i sense pèrdues (línia de transmissió no dissipativa) llavors el seu comportament estarà enterament descrit per un únic paràmetre anomenat  impedància característica , representada per Z  0 . Aquesta és la raó de la tensió complexa al corrent complexa en qualsevol punt d'una línia de longitud infinita (o finita en longitud però acabada a la una impedància de valor igual a la impedància característica). Quan la línia de transmissió és sense pèrdues, la impedància característica de la línia és un valor real. Alguns valors típics de Z  0  són 50 i 75 ohms per a un cable coaxial comú, 100 ohms per a un parell trenat i més o menys 300 ohms per a un parell de coure utilitzat en radiocomunicacions.
Quan s'envia potència a través d'una línia de transmissió, el més desitjable és que tota aquesta potència enviada sigui transmesa a la càrrega, sense que hi hagi potència reflectida cap a la font. Aquesta condició ideal s'aconsegueix fent que les impedàncies de font i càrrega siguin cadascuna iguals a Z  0 , cas en el qual es diu que la línia de transmissió està adaptada.
En les línies reals part de la potència que s'envia a través de la línia de transmissió es dissipa (es perd) a causa de l'efecte resistiu. Aquesta pèrdua es diu  pèrdua resistiva  o  pèrdua òhmica . A altes freqüències, es fa significatiu altre tipus de pèrdua, anomenat  pèrdua per dielèctric , que s'afegeix a la pèrdua resistiva. La pèrdua per dielèctric és causada quan el material dielèctric que forma part de la línia de transmissió absorbeix energia del camp elèctric altern i la converteix en calor.
La pèrdua total de potència en una línia de transmissió es coneix com a atenuació i s'especifica en unitats de decibel per metre o neperio per metre. L'atenuació generalment depèn de la freqüència del senyal. Els fabricants de línies de transmissió acostumen a adjuntar als seus productes el full de característiques que conté les atenuacions en dB/m per a un rang determinat de freqüències. Una atenuació de 3 dB correspon, aproximadament, a la pèrdua de la meitat de certa potència.
Es pot definir com a línia de transmissió d'alta freqüència a aquelles que estan específicament dissenyades per transmetre ones electromagnètiques les longituds d'ona són petites (alta freqüència) i, per tant, comparables a l'extensió completa de la línia. Sota aquestes condicions, la longitud física de la línia pot ser petita, però atès que la mida de la línia és comparable a la longitud d'ona, les aproximacions útils per baixes freqüències, que assumeixen propagació energètica instantània entre dos punts separats d'un mateix conductor, deixen de tenir sentit i es posen de manifest fenòmens de retard en la propagació. Això passa amb els senyals de ràdio, de microones i òptiques, i amb els senyals que es troben en els circuits digitals d'alta velocitat.

## Les equacions del telègraf
Oliver Heaviside va desenvolupar un model matemàtic de línia de transmissió, conegut com a  equacions del telègraf , que descriu la variació instantània de la tensió i corrent elèctriques al llarg d'un conductor.
La teoria va ser desenvolupada per les línies de transmissió de comunicacions, com els fils telegràfics i els conductors de radiofreqüència, però també és aplicable del tot al disseny de les línies de transmissió de potència. Les equacions consten de dues equacions diferencials lineals en funció de la distància i el temps: una per a V (x, t) i una altra per I (x, t). El model demostra que l'energia elèctrica pot reflectir-se en la línia, i que es podien formar patrons d'ona coneguts.

### Equacions
Les equacions del telègraf poden entendre's com una simplificació de les equacions de Maxwell. Per a fins pràctics, s'assumeix que el conductor està compost per una sèrie de xarxes bipuerto (quadripols) elementals, representant cadascú un segment infinitesimal de la línia de transmissió. Un segment infinitesimal de línia de transmissió queda caracteritzat, per  quatre paràmetres distribuïts , coneguts també habitualment com a paràmetres primaris de la línia de transmissió.
- La inductància distribuïda  (expressada en Henry per unitat de longitud) a causa del camp magnètic al voltant conductor, es representa com una sola bobina en sèrie L. El paràmetre L modela el procés d'emmagatzematge energètic en forma de camp magnètic que es produeix en la línia.
- El  comportament capacitiu distribuït  (expressat en Farad per unitat de longitud) a causa del camp elèctric existent en el dielèctric entre els conductors de la línia, es representa per un sol condensador en paral·lel C, col·locat entre "el conductor d'anada" i "el conductor de retorn". El paràmetre C modela el procés d'emmagatzematge energètic en forma de camp elèctric que es produeix en la línia.
- La resistència distribuïda  en el conductor (expressada en ohms per unitat de longitud) es representa per un sol resistor en sèrie R. Aquest paràmetre modela la dissipació de potència a causa de la no idealitat dels conductors (pèrdues òhmica).
- La conductància distribuïda  (expressada en Mhos per unitat de longitud o siemens per unitat de longitud) es representa per una conductància en paral·lel G, col·locada entre "el conductor d'anada" i "el conductor de retorn". El paràmetre G modela la dissipació de potència que es produeix per la no idealitat del medi dielèctric (pèrdues dielèctriques).

Quan els paràmetres R i G són molt petits, els seus efectes es poden ignorar, de manera que la línia de transmissió es pot considerar una estructura ideal i sense pèrdues. En aquest cas, el model depèn només dels paràmetres L i C, dels quals obtenim un parell d'equacions diferencials parcials, una d'elles per la tensió i una altra per al corrent, a través de la línia, ambdues en funció de la posició o distància  x  i del temps  t .
{\displaystyle {\frac {\partial }{\partial x}}V(x,t)=-L{\frac {\partial }{\partial t}}I(x,t)}
{\displaystyle {\frac {\partial }{\partial x}}I(x,t)=-C{\frac {\partial }{\partial t}}V(x,t)}
Aquestes equacions poden combinar per formar qualsevol d'aquestes equacions d'ona exactes:
{\displaystyle {\frac {\partial ^{2}}{{\partial t}^{2}}}V={\frac {1}{LC}}{\frac {\partial ^{2}}{{\partial x}^{2}}}V}
{\displaystyle {\frac {\partial ^{2}}{{\partial t}^{2}}}I={\frac {1}{LC}}{\frac {\partial ^{2}}{{\partial x}^{2}}}I}
Si la línia té una longitud infinita o està acabada en la seva impedància característiques, aquestes equacions ens indicaran a més la presència d'una ona que viatja amb velocitat {\displaystyle c={\frac {1}{\sqrt {LC}}}} .
(Noteu que aquesta velocitat de propagació només és aplicable a l'ona i no té res a veure amb la velocitat d'arrossegament de l'electró, cas a part per al qual hi ha altres equacions i una altra teoria. Per a una línia de transmissió lineal homogènia i isòtropa, feta de conductors perfectes i amb buit entre ells, es pot demostrar que aquesta velocitat és igual a la de la llum.)

### Línia de transmissió dissipativa
Quan les pèrdues per dissipació en els elements R i G no són menyspreables, les equacions diferencials originals que descriuen el quadripol elemental passen a tenir la forma
{\displaystyle {\frac {\partial }{\partial x}}V(x,t)=-L{\frac {\partial }{\partial t}}I(x,t)-RI(x,t)}
{\displaystyle {\frac {\partial }{\partial x}}I(x,t)=-C{\frac {\partial }{\partial t}}V(x,t)-GV(x,t)}
Derivant la primera equació respecte de xi la segona respecte de t, obtindrem, amb ajuda de manipulació algebraica, un parell d'equacions diferencials parcials hiperbòliques de només una incògnita:
{\displaystyle {\frac {\partial ^{2}}{{\partial x}^{2}}}V=LC{\frac {\partial ^{2}}{{\partial t}^{2}}}V+(RC+GL){\frac {\partial }{\partial t}}V+GRV}
{\displaystyle {\frac {\partial ^{2}}{{\partial x}^{2}}}I=LC{\frac {\partial ^{2}}{{\partial t}^{2}}}R+(RC+GL){\frac {\partial }{\partial t}}R+GRI}
Noteu que les equacions s'assemblen molt a l'equació d'ona homogènia amb termes addicionals en V i I i les seves primeres derivades. Aquests termes addicionals en l'equació són, físicament, l'efecte que causa la pèrdua (atenuació) i distorsió del senyal en la distància i el temps.

### Direcció de propagació del senyal
Les equacions d'ona indicades línies amunt ens mostren dues solucions possibles per l'ona viatgera: una ona incident (o progressiva) i una ona reflectida (o regressiva).
{\displaystyle V(x,t)\ =\ f_{1}(\omega t-kx)+f_{2}(\omega t+kx)}
on
{\displaystyle K=\omega {\sqrt {LC}}={\omega  \over v}}
Es diu  nombre d'ona  i té unitats de radians per metre,
Ω és la freqüència angular o natural, en radiants per segon,
{\displaystyle F_{1}} i {\displaystyle f_{2}} poden ser qualssevol funcions imaginables, i
{\displaystyle V={1 \over {\sqrt {LC}}}}
Representa la velocitat de propagació de l'ona.
{\displaystyle f_{1}} representa una ona viatgera segons la direcció positiva de x, mentre que {\displaystyle f_{2}} representa una ona viatgera segons la direcció negativa de x. Es pot dir que la tensió instantània a qualsevol punt x de la línia, V (x), és la suma de les tensions de les dues ones.
Atès que el corrent I té relació amb la tensió V a les equacions del telègraf, podem escriure
{\displaystyle I(x,t)\ =\ {f_{1}(\omega t-kx) \over Z}-{f_{2}(\omega t+kx) \over Z}}
on
{\displaystyle Z_{0}={\sqrt {L \over C}}}
és la impedància característica (en ohms) de la línia de transmissió.